# 提交 (版本控制)
在版本控制系統中，提交（Commit）是一种将存儲在本地計算機上的源代码的最新更改发送到仓库的操作，使得仓库內存儲的代碼為最新更改的代碼。当其他用户進行update或checkout ，他们将收到最新提交的版本。版本控制系统也允许用戶轻松回滚（回退）到以前的版本。

## 用法

### Git
假设已经安装了Git，要在命令行界面上提交修改，需要运行以下命令： 
 git commit -m 'commit message' 